# Staley
Staley és una població dels Estats Units a l'estat de Carolina del Nord. Segons el cens del 2000 tenia 347 habitants.

## Demografia
Segons el cens del 2000, Staley tenia 347 habitants, 125 habitatges i 98 famílies. La densitat de població era de 110,7 habitants per km².
Dels 125 habitatges en un 38,4% hi vivien nens de menys de 18 anys, en un 63,2% hi vivien parelles casades, en un 13,6% dones solteres, i en un 21,6% no eren unitats familiars. En el 19,2% dels habitatges hi vivien persones soles el 8% de les quals corresponia a persones de 65 anys o més que vivien soles. El nombre mitjà de persones vivint en cada habitatge era de 2,78 i el nombre mitjà de persones que vivien en cada família era de 3,1.
Per edats la població es repartia de la següent manera: un 28,2% tenia menys de 18 anys, un 6,9% entre 18 i 24, un 28% entre 25 i 44, un 25,9% de 45 a 60 i un 11% 65 anys o més.
L'edat mediana era de 36 anys. Per cada 100 dones de 18 o més anys hi havia 88,6 homes.
La renda mediana per habitatge era de 36.964 $ i la renda mediana per família de 43.000 $. Els homes tenien una renda mediana de 31.250 $ mentre que les dones 22.045 $. La renda per capita de la població era de 14.758 $. Entorn de l'11,4% de les famílies i el 13,6% de la població estaven per davall del llindar de pobresa.

## Poblacions més properes
El següent diagrama mostra les poblacions més properes.